# Ну, погоди!
«Ну, погоди́!» — советский и российский мультипликационный сериал о Волке и Зайце. С 1969-го по 2006 года было снято 20 серий на студиях «Союзмультфильм», «Студия 13» и «Кристмас Филмз» режиссёрами Вячеславом Котёночкиным, Владимиром Тарасовым и Алексеем Котёночкиным.

## История создания

### Предыстория
В 1968—1969 годах директор киностудии «Союзмультфильм» Михаил Вальков попросил молодых писателей-юмористов Александра Курляндского, Феликса Камова, Аркадия Хайта и Эдуарда Успенского придумать смешной сценарий мультфильма для детей.
В 1969 году Курляндский с Хайтом придумали сюжет. Решили, что это должен быть фильм-погоня. Выбирали, кто за кем гонится. Перебрали разных персонажей: сначала хотели взять лису и петуха, потом — лису и зайца, и наконец остановились на волке и зайце, как наиболее привычных для русского фольклора персонажах.
Задумку коллективу сценаристов необходимо было воплотить в одном из сюжетов 1-го выпуска киножурнала «Весёлая карусель». В ходе размышлений над фразой-угрозой Волка, которая должна была стать связующим звеном двух разных эпизодов, была выбрана фраза «Ну, погоди!». В итоге под этим названием был снят 2,5-минутный мультфильм, режиссёром и художником которого стал в то время ещё малоизвестный Геннадий Сокольский.
После выхода мультфильма-новеллы руководство студии предложило сценаристам снять более длинную — 10-минутную — картину. Однако нужен был режиссёр с опытом, поскольку Геннадий Сокольский был тогда ещё в этом деле новичок. Авторы сценария, которых осталось трое из-за ухода Эдуарда Успенского, искали его долго, так как все отказывались от проекта, считая его идею «мелкой». Не отвернулся лишь Вячеслав Котёночкин. Прочитав сценарий и снова встретившись с авторами, он произнёс: «В этом что-то есть».
Художником-постановщиком стал давний компаньон Вячеслава Котёночкина — Светозар Русаков. Примечательно, что в 1967 году, за два года до выхода «Весёлой карусели» № 1, Котёночкин и Русаков создали короткометражный мультфильм «Зайкины рога» для всесоюзного сатирического киножурнала «Фитиль» (выпуск № 61), где рисованные образы Зайца и Волка внешне сходны с теми, что впоследствии появятся в «Ну, погоди!».

### Подбор актёров
Первоначально Вячеслав Котёночкин хотел слышать в роли Волка Владимира Высоцкого. Певец, прочитав сценарий, загорелся не только озвучить персонажа, но и написать для него песню. Однако Высоцкого, который попал в число нежелательных артистов, не утвердили на роль. В результате голос Волку подарил актёр театра и кино Анатолий Папанов, ранее озвучивший Волка в вышеупомянутых «Зайкиных рогах» и Змея Горыныча в другом мультфильме Котёночкина — «Межа».
На роль Зайца была утверждена Клара Румянова, работавшая с режиссёром в мультфильме «Следы на асфальте», где озвучивала часть звуков щенка. Картина «Ну, погоди!» была не первым случаем встречи актёров. Ранее они вместе работали в мультфильмах «Чьи в лесу шишки?» (роли волка и лисёнка соответственно), «Лиса, медведь и мотоцикл с коляской» (медведь и лиса) и «Солнечное зёрнышко» (осьминог и ракушка).

### 1969—1986. Классические выпуски (1—16)
В конце 1969 года мультфильм был закончен, а 30 января 1970 года ему было выдано прокатное удостоверение.
Обсуждение картины на худсовете, по словам Вячеслава Котёночкина, прошло относительно ровно. Однако режиссёра задело замечание Фёдора Хитрука, увидевшего в мультфильме отступление от традиций, подражание не лучшему американскому кино и присутствие чего-то пошлого. Однако в 1986 году создатель «Каникул Бонифация» и «Винни-Пуха», очень высоко оценивая «Ну, погоди!», отметил «филигранность каждого трюка». Сценаристам после просмотра картина показалась полным провалом, однако зрительский успех оказался оглушительным. Сын Вячеслава Котёночкина — режиссёр Алексей Котёночкин вспоминал: «Народ рыдал от хохота ещё до того, как Волк что-либо делал в кадре. Романтический, приблатнённый герой оказался всем потрясающе близок… Я лично наблюдал, как тётенька в первом ряду в кинотеатре „Баррикады“ упала со стула и корчилась в конвульсиях от хохота».
Вячеслав Котёночкин планировал снять три выпуска «Ну, погоди!». Затем было решено завершить цикл на четвёртой серии, однако благодаря настойчивым просьбам зрителей, среди которых были не только дети, но и взрослые, сериал был продолжен. Успех у мультфильма был и за рубежом: отдельные серии были проданы более чем в 100 стран. Создателям даже предлагали делать «Ну, погоди!» совместно с болгарской студией.

Нам тогда ещё предложили делать «Ну, погоди!» совместно с болгарами. Мы уже и сюжет придумали. Когда-то у Киевского вокзала стояли огромные болгарские рефрижераторы, в которых в СССР привозили фрукты. По сюжету волк гонится там за зайцем, и заяц прячется в этот рефрижератор, волк забегает за ним — и дверца захлопывается. Открывается она только уже в Болгарии — и начинаются приключения. Мы даже поехали в Болгарию, чтобы обсудить это с их киностудией, но у нас не сложились отношения с их директором, и всё отменилось.
— Александр Курляндский
На студию приходили письма даже от военных, которые просили снять «армейский» выпуск.

От военных косяками шли письма с одинаковой просьбой: снять серию об армии. Причём все солдаты единодушно предлагали сделать Волка наголо постриженным новобранцем, а Зайца — сержантом… Армия и космос для меня было святое: это нельзя трогать. Хотя однажды я случайно встретился с одним генералом из Политуправления, и он просто умолял меня сделать такую серию. Я с сомнением поинтересовался: «Что ж тогда, Бегемота придется делать офицером?..» — думал, что тут он начнёт активно возражать. Но обладатель высокого звания лишь расцвёл в улыбке и клятвенно пообещал помощь в создании фильма. Правда, больше я его никогда не видел… Кроме того, существовала вполне реальная опасность быть обвинённым в клевете на наши Вооружённые силы. По неписаному советскому закону острить насчёт «могучей и непобедимой» армии нельзя было даже в детских мультфильмах.
— Вячеслав Котёночкин
Анатолий Папанов очень серьёзно относился к озвучиванию Волка, а также любил импровизировать.

В 1-й серии Волк тонет, захлёбывается, пускает пузыри. Для Папанова приготовили воду в стакане. Вполне достаточно, чтобы побулькать. Но он сказал, что всё надо делать с максимальной достоверностью, чтобы зрители поверили в реальность происходящего. Стакан с водой не годится, нужно ведро. Сбегали и принесли Анатолию Дмитриевичу полное ведро. И он так увлёкся, что и воды нахлебался, и вымок с головы до ног. Зато был очень доволен.
— Вячеслав Котёночкин

Мы записывали 7-ю серию<…> В сценарии Волк вопит: «Ну, чемодан, погоди!». А Папанов сделал по-своему: «Ну, чумадан…».
— Вячеслав Котёночкин

В 8-й серии действие разворачивается в горах<…> Наверное, сегодня не каждому будет понятно, почему у Папанова «заяц» сначала превращается в «заец», а потом и в «заиц». Но был в нашей отечественной истории и такой казус, когда при первом нашем реформаторе Хрущёве была затеяна и реформа русского языка. Согласно предлагавшемуся новому правописанию, надо было впредь писать не «заяц», а «заец». По этому поводу шли бурные дискуссии в газетах. Вот эту реформу и высмеял Папанов.
— Вячеслав Котёночкин
В сентябре 1973 года Феликс Камов подал заявление на выезд в Израиль и на четыре года попал в отказ, став активистом движения за право советских евреев на эмиграцию. Данное действие тогда приравнивалось к измене родине, вследствие чего после восьмого выпуска мультфильм закрыли, но 5 октября 1973 года в Кремле Папанову присваивали звание «Народный артист СССР», и вскоре съёмки возобновились без Феликса Камова. В 1977 году Камов получил разрешение на выезд и эмигрировал в Израиль.

А картину действительно закрывали. Открыли снова только благодаря случаю. Анатолию Папанову, озвучивавшему Волка, вручал в Кремле награду тогдашний председатель Президиума Верховного Совета СССР Николай Подгорный. И поинтересовался: мол, а что там с «Ну, погоди!»? Артист ответил, что один из авторов уехал в Израиль. Подгорный наклонился к нему со словами: «Ну, вас же много и осталось? Учтите: мне и моим детям фильм нравится». И почти шёпотом, доверительно добавил: «И моим товарищам тоже». После этого картину снова продолжили снимать.
— Александр Курляндский
Будучи на гастролях, Анатолий Папанов не смог озвучить Волка в десятом выпуске. Его заменил актёр Геннадий Дудник. Сам режиссёр считал, что настоящего «папановского» Волка в этой серии не получилось: «В движениях — он… А голос чуть-чуть не настоящий».
Одиннадцатый выпуск «Ну, погоди!» Вячеслав Котёночкин снял после разговора с актёром Юрием Никулиным насчёт будущего «циркового» фильма, который режиссёр мечтал создать.

С Никулиным мы познакомились в Кишинёве, когда приехали туда с Уфимцевым (режиссёр, который сделал «38 попугаев» и др.) на какой-то фестиваль. Стоим около гостиницы, ждем такси. Вдруг рядом тормозит жёлтая «Волга», вылезает водитель в кепке-восьмиуголке. Мы направились к машине, думая, что приехали за нами. Пригляделись — ба! Это же Никулин! Вечером, сидя у него в гостях, я сказал, что мечтаю сделать какой-нибудь цирковой фильм, и предложил ему стать сценаристом. Он ответил: «Нет, я не умею писать. Если хочешь, я буду рассказывать байки о цирке, а ты выбирай и сочиняй что хочешь…» Мы так и не собрались, но после этого разговора я сделал 11-ю серию, где наши персонажи оказались в цирке.
— Вячеслав Котёночкин
В двенадцатом выпуске эпизод, в котором замотанный в ковёр Волк попадает в саркофаг с надписью «Рамзес IІ», вызвал придирку одного из чиновников, который сказал: «С Египтом мы сейчас дружим, как бы не было международного скандала». Однако либо чиновник оказался не самым ответственным, либо эту тему больше никто не стал развивать, но сцену оставили.

### 1990-е годы. Выпуски 17—18
После выхода шестнадцатого выпуска «Ну, погоди!» (1986) в начале 1987 года Вячеслав Котёночкин с авторами сценария думали над созданием очередной серии.

Вместе с Александром Курляндским и Аркадием Хайтом думаем о создании очередного выпуска «Ну, погоди!». На сей раз это будет сборник, в который войдут лучшие серии, скреплённые единой драматургией. Любимые герои ребят, Заяц и Волк, предстанут перед ними уже в преклонном возрасте. Они будут показаны в окружении своих детей. Аркадий и Александр предлагают сделать волчат и зайчат «панками» и «металлистами». Думаю, что этот сборник будет, наконец-то, итогом нашей работы над выпусками «Ну, погоди!».
— Вячеслав Котёночкин «Вячеслав Котеночкин. Русский "Дисней"»
Однако в том же году умер Анатолий Папанов. Мультфильм решено было закончить. 26 декабря 1991 года произошёл распад СССР, что сделало шестнадцатый выпуск последним советским выпуском сериала.
В 1993 году режиссёр Владимир Тарасов предложил Вячеславу Котёночкину продолжить сериал. Его продюсеры, в свою очередь, предлагали сделать юбилейную серию. Вячеслав Котёночкин был согласен, однако его сын — Алексей — долго отговаривал отца, указывая на необходимость вставлять чуть ли не в каждый кадр логотип или рекламу спонсоров. Однако время было тяжёлое. Поэтому Вячеслав Котёночкин, посчитав, что работа есть работа, всё-таки взялся за дело и в 1993 году выпустил семнадцатый — в честь 25-летия мультсериала в рамках концерта «Волк и Заяц 25 лет вместе!» — и восемнадцатый выпуски. Из сценаристов из-за ухода Аркадия Хайта остался лишь Александр Курляндский, а Светозара Русакова, считавшего тему сериала исчерпанной, заменил Алексей Котёночкин. Зайца озвучила всё та же Клара Румянова, а для озвучивания Волка были задействованы записи голоса Анатолия Папанова, сохранившиеся благодаря Маргарите Михеевой — монтажёру всех серий с восьмой по восемнадцатую. По словам Елены Папановой — дочери знаменитого актёра, за новые выпуски мультфильма от курьера её мать в конце декабря 1992 года, под самый Новый год, получила конверт с гонораром, что было полной неожиданностью для семьи.
Выпуски снимались совместно двумя студиями — «Союзмультфильм» и «Студия 13». Семнадцатую серию в основном вёл Вячеслав Котёночкин, а восемнадцатую — Владимир Тарасов. Эпизод с танцем «пожилых» Волка и Зайца снимали методом «эклер».
Из-за изменений внутри компании «АМТ» — основного спонсора — семнадцатый и восемнадцатый выпуски имеют три версии, отличающиеся только некоторыми визуальными составляющими, но не сюжетом. К примеру, в одном из эпизодов восемнадцатой серии телефонная трубка первоначально была жёлтой и имела винтажный дизайн, но в последних двух редакциях была уже чёрной и современной. Это обусловлено тем, что компания «АМТ» тогда закупила телефоны «Nokia Mobira Talkman» у фирмы «Nokia», как раз имевшие такой вид.
После восемнадцатой серии Вячеслав Котёночкин задумывал снять новую серию «Ну, погоди!»:

Не так давно мы хотели сделать новую серию, посвящённую 850-летию Москвы, обращались за помощью в различные банки, но денег так никто и не дал.— Вячеслав Котёночкин «Кто сказал "Ну, погоди!"?»

### 2000-е годы. Выпуски 19—20
В начале 2000-х годов, несмотря на прекращение существования «старого» «Союзмультфильма» в 1999 году и смерть Вячеслава Котёночкина и Аркадия Хайта в 2000 году, тема продолжения «Ну, погоди!» была вновь поднята.

Сценарист мультфильма Александр Курляндский подумал: в принципе, тема не исчерпана. Можно попытаться продолжить эту историю, предложил мне этим заняться. Я сказал, что не против. Хотя не обошлось без проблем. Многих из тех, кто работал над мультфильмом с отцом, уже нет в живых: мультипликаторов, актёров<…> Далее проблемы социальной адаптации персонажа — это хулиган конца 60-х, если менять персонаж — это уже будет не то<…> Я считал, что это будет довольно трудно, мы с Курляндским долго спорили и расстались на том, что «чего мы спорим, денег всё равно нет». Если деньги кто-то даст на это, то пожалуйста. Но он на всякий случай дал несколько интервью в прессе, на телевидении о том, что есть ещё порох в пороховницах, и теоретически мы готовы к работе. Видимо, это интервью попало на глаза тому, кому надо.
— Алексей Котёночкин «"Ну, погоди!" я смотрел первым в СССР»
Студией «Кристмас Филмз» не без помощи торговой сети «Пятёрочка» по графическим материалам Светозара Русакова были выпущены девятнадцатый и двадцатый выпуски «Ну, погоди!» в 2005 и 2006 годах соответственно. Режиссёром стал Алексей Котёночкин. Сценарий писал Александр Курляндский вместе с вернувшимся в проект Феликсом Камовым. Роль Волка озвучил эстрадный артист Игорь Христенко, ранее также озвучивший попугая Кешу в новых выпусках «Возвращения блудного попугая». Клара Румянова была согласна работать в продолжении, однако из-за проблем с сердцем не смогла прийти, а в 2004 году её не стало. На роль Зайца утвердили актрису дубляжа Ольгу Звереву.
В год выхода двадцатого выпуска Алексей Котёночкин пообещал не снимать новых серий «Ну, погоди!». На фестивале детского кино «Лiстападзiк» в Минске он заявил, что «невозможно бесконечно плодить эти серии». При этом он оговорился: «Если и будет какое-то продолжение, то это будет совсем другое кино и другие Волк и Заяц».

## Структура серии
Каждая серия, длительностью в 10 минут, начинается с логотипа киностудии, за которым начинается пролог: отдельный небольшой сюжет, длительностью около двух минут, в конце которого Волк обязательно выкрикивает «Ну, Заяц, погоди!». После этого на экране появляется название сериала и номер серии, после чего идут титры, выполненные без анимации (содержат только текст). Во время титров звучит композиция «Водные лыжи» венгерского композитора Тамаша Деака в исполнении вокального ансамбля «Гармония».
Остальной хронометраж серии занимает основной сюжет, в конце которого Волк также произносит «Ну, Заяц, [ну], погоди!».

## Список выпусков
| 1  | Первый выпуск        | 14 июня 1969     |
| 2  | Второй выпуск        | 18 июля 1970     |
| 3  | Третий выпуск        | 29 мая 1971      |
| 4  | Четвёртый выпуск     | 26 июня 1971     |
| 5  | Пятый выпуск         | 23 сентября 1972 |
| 6  | Шестой выпуск        | 21 апреля 1973   |
| 7  | Седьмой выпуск       | 12 мая 1973      |
| 8  | Восьмой выпуск       | 5 января 1974    |
| 9  | Девятый выпуск       | 4 сентября 1976  |
| 10 | Десятый выпуск       | 9 октября 1976   |
| 11 | Одиннадцатый выпуск  | 30 июля 1977     |
| 12 | Двенадцатый выпуск   | 8 апреля 1978    |
| 13 | Тринадцатый выпуск   | 17 мая 1980      |
| 14 | Четырнадцатый выпуск | 2 июня 1984      |
| 15 | Пятнадцатый выпуск   | 22 июня 1985     |
| 16 | Шестнадцатый выпуск  | 27 сентября 1986 |
| СВ | Ну, погоди! Интервью | 31 декабря 1990  |
| 17 | Семнадцатый выпуск   | 1 апреля 1993    |
| 18 | Восемнадцатый выпуск | 1 октября 1993   |
| 19 | Девятнадцатый выпуск | 22 декабря 2005  |
| 20 | Двадцатый выпуск     | 21 ноября 2006   |

## Оценки и критика

### Отзывы
В опросе, проведённом фондом «Общественное мнение» среди жителей России 8—9 февраля 2014 года, мультсериал «Ну, погоди!» занял первое место по популярности; любимым мультфильмом при этом его назвали 20 % респондентов (на 2-м месте с 7 % голосов оказался мультсериал «Маша и Медведь», а 3-е место поделили анимационный фильм «Шрек» и трилогия «Трое из Простоквашино», набравшие по 5 % голосов).

### Ограничения показа
В начале 1990-х годов президент Ичкерии Джохар Дудаев запретил показывать на чеченском телевидении мультсериал «Ну, погоди!». По мнению генерала, в нём оскорбляется образ волка — государственного символа независимой Ичкерии.
В конце августа 2012 года после обсуждения в ВГТРК категоризации мультфильма в соответствии со вступающим с 1 сентября в силу принятым в 2012 году законом «О защите детей от информации, причиняющей вред их здоровью и развитию» в Интернете появились слухи о якобы принятом решении отнести его из-за сцен насилия и (или) курения к категории «18+» и показывать по телевидению без купюр только после 23:00. В последующем обсуждении упоминалась возможность исключения мультфильма из категоризации из‐за его культурной ценности (ст. 1 закона). Позже выяснилось, что к категории «18+» отнесли одноимённую шведскую комедию с тем же названием, а не старый мультфильм. 22 октября 2012 года главный санитарный врач РФ Геннадий Онищенко, выступая в прямом эфире радиостанции «Эхо Москвы» и компании «RTVI», обсуждая запрет на демонстрацию процесса курения в предназначенных для детей аудиовизуальных произведениях и передачах (предусматриваемый готовящимся антитабачным законом), пояснил, что по примеру аналогичного закона в США, отрицательные персонажи мультфильмов и кинофильмов курить могут. В качестве своих собственных примеров таких персонажей он привёл Джеймса Бонда и Волка из мультсериала «Ну, погоди!», назвав при этом Волка «злым негодяем».

## Появления персонажей в других проектах
Видеозаставка «Программа мультфильмов»
По заказу Главной редакции кинопрограмм Центрального телевидения от 13 июля 1972 года, с 16 октября по 2 ноября того же года на студии «Союзмультфильм» была снята видеозаставка «Ну, погоди! [Рисованная постоянная шапка для мультипликационных программ]», длившаяся около 57 секунд. Она стала первой режиссёрской работой Юрия Бутырина. В 1980 и 1981 годах Юрий Бутырин почти полностью задействовал эту заставку в первых кадрах первого и второго телевыпусков «Ну, погоди!».
Рекламный мультфильм «Волшебная камера»
В 1974 году на студии «Союзмультфильм» по заказу Центральной рекламно-коммерческой организации «РАССВЕТ» был создан 5-минутный анимационный фильм, рекламирующий достоинства любительской кинокамеры Кварц 1×8С-2. В ролике действуют герои «Ну, погоди!» — Заяц и Волк. Автор сценария «Волшебной камеры» — Аркадий Хайт, режиссёр — Виктор Арсентьев. Роли традиционно озвучивают Клара Румянова и Анатолий Папанов.
Сюжеты киножурнала «Фитиль»
С персонажами сериала «Ну, погоди!» на студии «Союзмультфильм» для киножурнала «Фитиль» Вячеславом Котёночкиным было снято 4 сатирических сюжета, принятые на заседаниях худсоветов соответственно:
- 1976 — выпуск № 175, сюжет 2, «Фальшивый мотив», или «Фальшивая мелодия» — о некачественных баянах;
- 1977 — выпуск № 182, сюжет 3, «Руками не трогать!», или «Стаканчики» (этот сюжет демонстрировался с небольшими сокращениями в выпуске № 7 телепередачи «Вокруг смеха», который был показан по Первой программе ЦТ 3 мая 1980 года) — о некачественных стаканах;[25]
- 1977 — выпуск № 183, сюжет 3, «Удивительные башмачки» — о некачественной обуви;
- 1979 — выпуск № 206, сюжет 1, «Запрещённый приём», или «Куда пойти учиться» — о широко распространённой в США, но проникшей и в СССР практике ПТУ брать на «учёбу» спортсменов.

Телевыпуски
В 1980 и 1981 году Юрием Бутыриным на студии «Экран» было снято три (фактически, телевыпуски 2—3 являются единым целым) телевыпуска «Ну, погоди!» (название означает, что эти выпуски показывались только по телевидению и само их действие происходит в телевизоре).
Мультфильм «Юбилей»
В 1983 году киностудией «Союзмультфильм» был выпущен мультфильм «Юбилей», в котором среди персонажей также встречаются Волк и Заяц из мультфильмов «Ну, погоди!»
Социальные видеоролики
- 1986 — «Окно» 1:09 (режиссёр — Юрий Бутырин)
- 1986 — «Кран» 1:19 (режиссёр — Юрий Бутырин)
- 1986 — «Пружина» 1:06 (режиссёр — Юрий Бутырин)
- 1986 — «Лифт» 1:02 (режиссёр — Юрий Бутырин)
- 1986 — «Ванна» 01:00 (режиссёр — Юрий Бутырин)
- 1987 — «Не зная кода…» 1:06 (режиссёр — Александр Федулов)
- 1987 — «Назло Зайцу!» 1:02 (режиссёр — Александр Федулов)
- 1987 — «Беспокойная ночь» 1:04 (режиссёр — Александр Федулов)
- 1987 — «Теплота» 1:03 (режиссёр — Александр Федулов)
- 1987 — «Холодно-горячо» 0:53 (режиссёр — Александр Федулов)
- 1987 — «Да будет свет!» 1:17 (режиссёр — Вадим Меджибовский)
- 1987 — «Мощность» 0:50 (режиссёр — Вадим Меджибовский)
- 1987 — «Слово и дело» 1:08 (режиссёр — Вадим Меджибовский)
- 1987 — «Рецепт» 1:23 (режиссёр — Вадим Меджибовский)
- 1987 — «Уходя, гасите свет» 0:59 (режиссёр — Вадим Меджибовский)

Диафильмы по выпускам мультфильмов «Ну, погоди!»
- 1983 — Выпуск 1 «Приключения на пляже»
- 1983 — Выпуск 2 «В парке культуры и отдыха»
- 1983 — Выпуск 3 «На дороге»
- 1984 — Выпуск 4 «На стадионе»
- 1984 — Выпуск 5 «В городе»
- 1984 — Выпуск 6 «За городом»
- 1984 — Выпуск 7 «На теплоходе»
- 1985 — Выпуск 8 «На новогодней ёлке»
- 1985 — Выпуск 12 «В музее»
- 1983 — Выпуск 13 «На олимпиаде»

Книжные новеллы по выпускам мультфильмов «Ну, погоди!»
- 2002 — Выпуск 1 «Пейте морковный сок»
- 2002 — Выпуск 2 «Вот так фокус…»
- 2002 — Выпуск 3 «Проверки на дороге»
- 2002 — Выпуск 4 «Внимание, на старт!»
- 2003 — Выпуск 5 «О, соля мио!..»
- 2003 — Выпуск 6 «Пугало огородное»
- 2003 — Выпуск 7 «Свистать всех наверх»
- 2003 — Выпуск 8 «Зимняя фантазия»
- 2004 — Выпуск 9 «Телевизионная история»
- 2004 — Выпуск 10 «Однажды на стройке»
- 2004 — Выпуск 11 «Под куполом цирка»
- 2004 — Выпуск 12 «Встреча в музее»
- 2004 — Выпуск 13 «Спортивные состязания»

Игры по мотивам мультфильмов
- В 1984 году образы Волка и Зайца поместили в электронную карманную игру «Ну, погоди!».
- С 2002 по 2010 год фирма «1С-СофтКлаб» выпустила серию компьютерных игр «Ну, погоди!»:

1. Ну, погоди! Выпуск 1 — Погоня (2002);
2. Ну, погоди! Выпуск 2 — Круглый счёт (2002);
3. Ну, погоди! Выпуск 3 — Песня для зайца (2003);
4. Ну, погоди! Выпуск 4 — Догонялки (2005);
5. Ну, погоди! Выпуск 5 — По следам зайца (2010).

## «Ну, погоди!» в нумизматике
В сентябре 2010 года Монетный двор Ниуэ выпустил вторую монету с Волком и Зайцем в серии коллекционных монет «Герои мультфильмов», посвящённой одним из самых известных во всём мире персонажей мультфильмов.
В июле 2018 года в честь 50-летия мультфильма Банк России выпустил памятные монеты. В оборот поступили серебряные монеты номиналом 3 рубля и монеты из недрагоценных металлов, в цветном и обычном исполнении, номиналом 25 рублей. На одной стороне монеты изображены Заяц и Волк, на другой — российский герб. Общий тираж серии составил более 500 тыс. экземпляров.

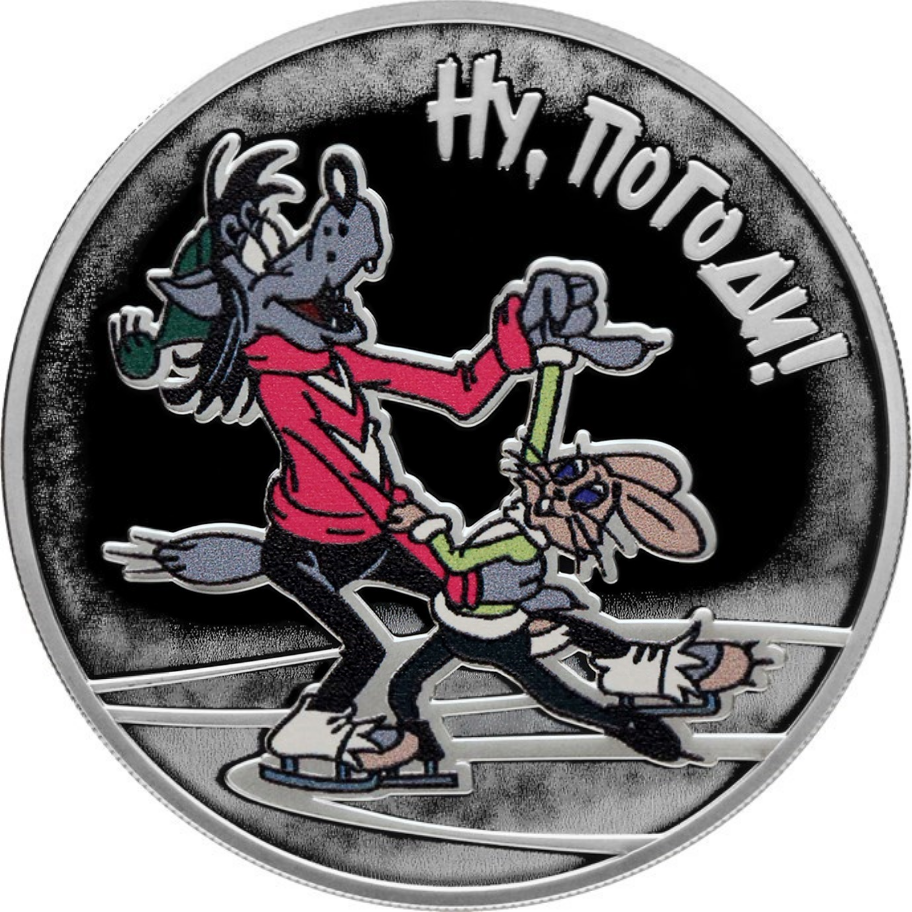
3 рубля
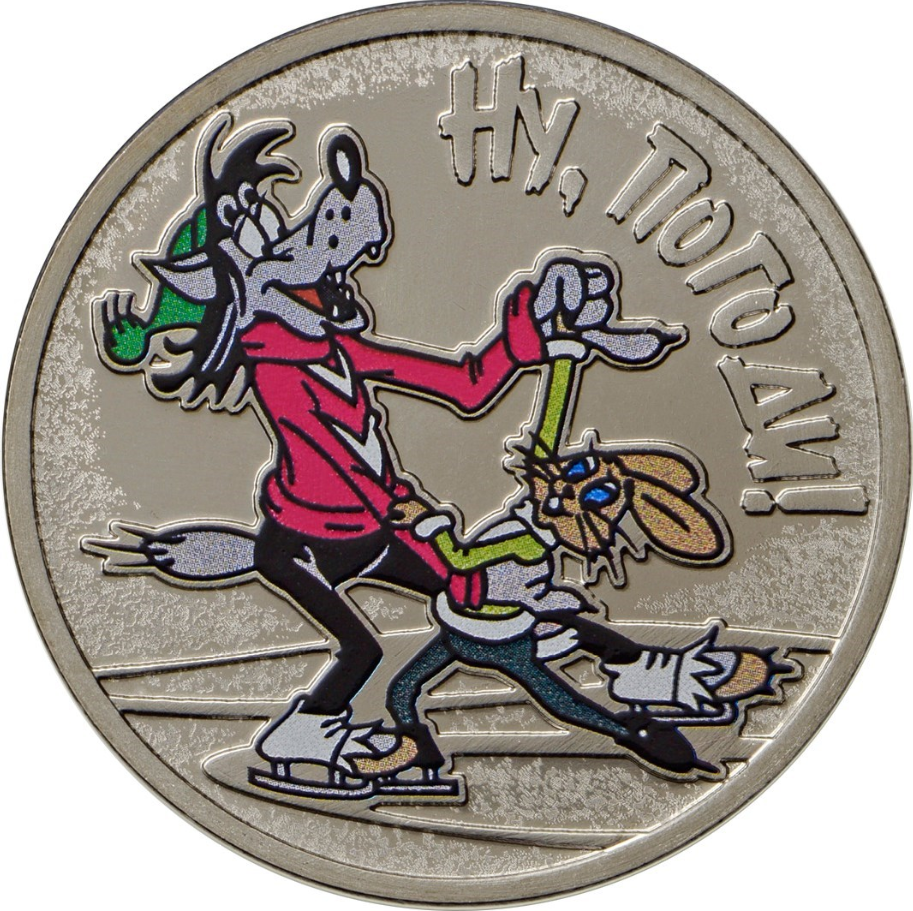
25 рублей

## «Ну, погоди!» в фалеристике

Герои «Ну, погоди!» на значках детских коллекций
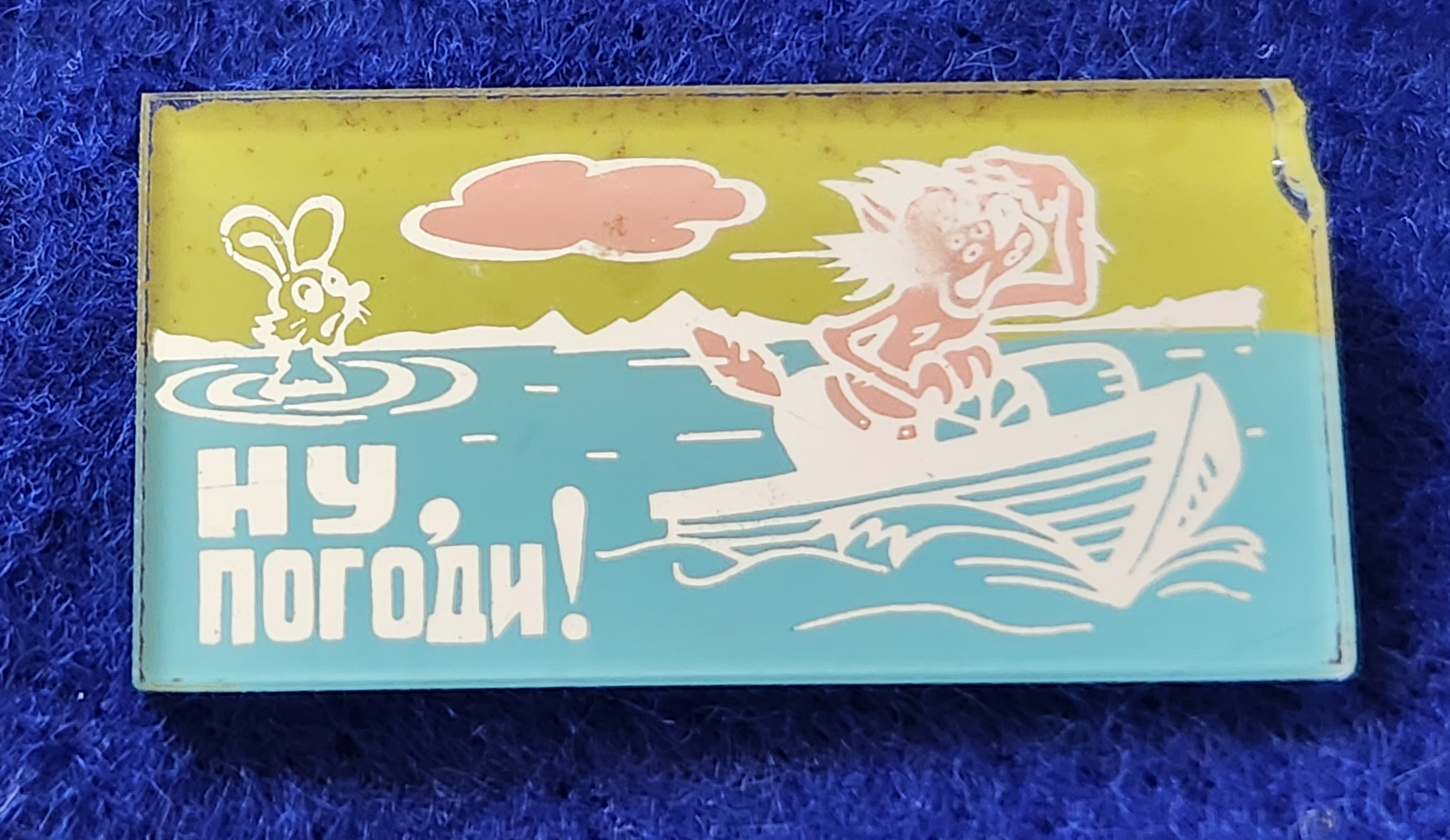
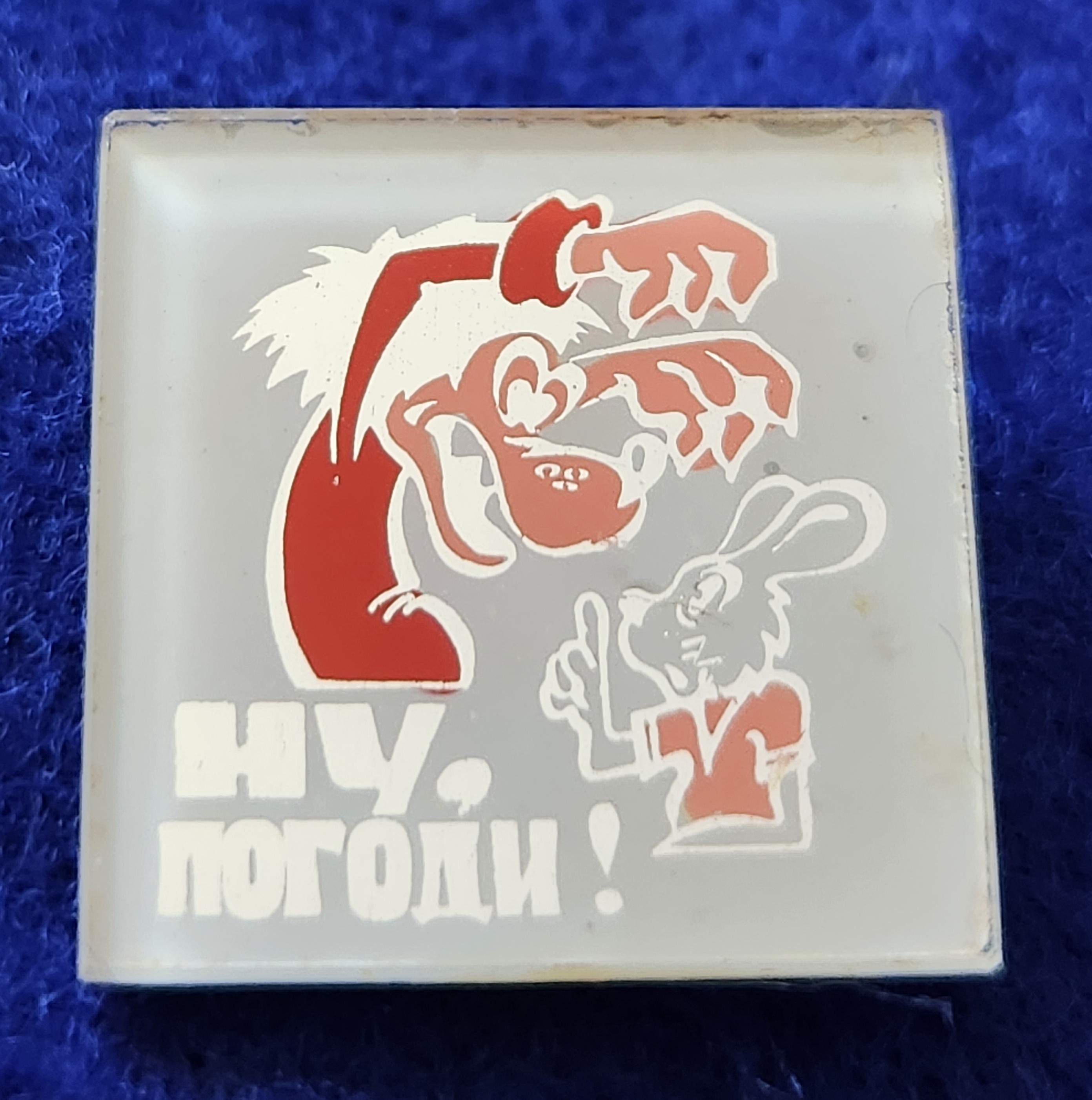
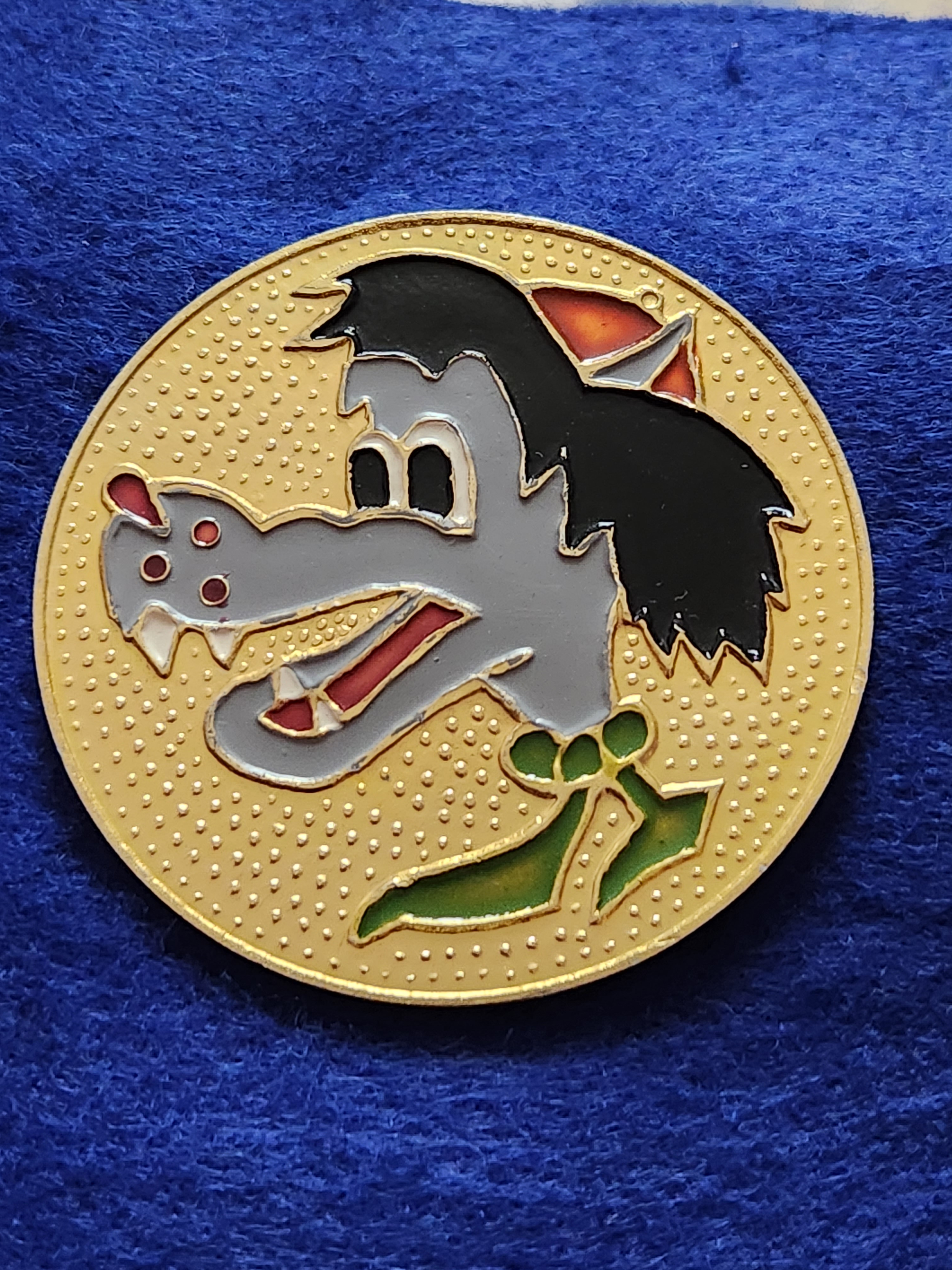

## В массовой культуре
- Эпизоды из «Ну, погоди!» проигрываются в зонах отдыха в компьютерной игре Atomic Heart. Также персонаж Робозаяц представлен на определённых видах замков. После выпуска игры некоторые игроки раскритиковали использование в игре видеоряда из двенадцатой серии мультсериала с изображением аборигена в стиле расистских карикатур на темнокожих. Представители компании разработчиков Mundfish принесли извинения за недосмотр и убрали этот эпизод из дальнейших обновлений[35].

## Мультсериал «Ну, погоди! Каникулы»
В 2019 году «Союзмультфильм» объявил о выпуске 26 новых серий в честь 50-летия мультсериала, однако в марте 2020 года количество запланированных серий увеличилось в 2 раза.
Летом 2020 года были представлены первые 3D наброски новых персонажей. Планировалось, что первая серия выйдет до конца того же года.
Из-за пандемии COVID-19 выпуск мультсериала «Ну, погоди! Каникулы» постоянно переносился и в итоге первая серия данного мультсериала вышла 17 декабря 2021 года.